# Nore in svobodne
Nore in svobodne (izvirni naslov Girl, Interrupted) je ameriški film iz leta 2000, ki ga je režiral James Mangold. Glavne vloge igrajo: Winona Ryder, Angelina Jolie, Vanessa Redgrave, Whoopi Goldberg in Brittany Murphy.
Angelina Jolie je zanj dobila oskarja za najboljšo stransko vlogo.